# 마르그리트 드 로렌 도를레앙 공작부인
로렌의 마르그리트(프랑스어: Marguerite de Lorraine, 1615년 7월 22일 ~ 1672년 4월 13일)는 오를레앙 공작 가스통의 두 번째 아내이다. 로렌 공작 프랑수아 2세의 딸로, 가스통이 첫 번째 아내 몽팡시에 여공작 마리 드 부르봉과 사별한 뒤 그의 후처가 되었다. 두 사람은 1632년 1월 낭시에서 결혼했고 다섯 명의 자녀를 두었다.

## 자녀
- 마르그리트 루이즈(1645~1721) 토스카나 대공비(코시모 3세와 결혼)
- 엘리자베트 마르그리트(1646~1696) 기즈 공작 부인
- 프랑수아즈 마들렌(1648~1664) 사보이아 공작 부인(카를로 에마누엘레 2세와 결혼)
- 장 가스통(1650~1652)
- 마리 안(1652~1656)